# Guerrino Striuli
Guerrino Striuli (San Donà di Piave, 21 dicembre 1917 – San Donà di Piave, 14 marzo 1975) è stato un calciatore italiano, di ruolo portiere.

## Carriera
Guerrino Striuli inizia giovanissimo a giocare nelle squadre della sua città, dapprima sui campi oratoriali del Don Bosco e poi con il San Donà. Nel 1935 alla pari di molte società venete il San Donà non riesce ad iscriversi al campionato e Striuli si trasferisce allo Jesolo, unica squadra del Basso Piave iscritta ad un campionato seppur di Propaganda. Tesserato dal Venezia viene dato in prestito l'anno seguente alle Leghe Leggere Marghera, squadra minore veneziana partecipante sempre al campionato di Propaganda.
Nel 1937 viene svincolato dal Venezia e torna tra le file del rifondato San Donà che nel frattempo dopo un'annata nel campionato di Propaganda si è iscritta alla Seconda Divisione. Sarà un'annata importante dato che con i biancocelesti Striuli vince il campionato 1937-38 ottenendo la promozione in Prima Divisione. Causa servizio militare non gioca con il San Donà in Prima Divisione sostituito dal cugino Giordano. Guerrino giocherà invece tra le file del Saffa Magenta nella Prima Divisione Lombardia.
Nel 1939 torna al San Donà nel frattempo promosso in Serie C. Con i biancocelesti giocherà un brillante campionato tanto che al termine della stagione si trasferirà assieme al compagno di squadra Severino Pavan alla Triestina.
Dalla Serie C alla Serie A il salto è notevole ma all'interno di una squadra molto rinnovata Striuli riesce a ritagliarsi ben presto un posto da titolare. Già alla quinta giornata esordisce in Serie A, è il 3 novembre 1940 e la Triestina ottiene un ottimo pareggio (1-1) in trasferta allo Stadio San Siro contro il Milano, nome italianizzato secondo i dettami dell’epoca del Milan.  Sarà l’inizio di una lunga militanza che a cavallo del secondo conflitto mondiale vedrà Striuli divenire uno dei giocatori simbolo della squadra alabardata. Alla fine della prima stagione saranno 21 le presenze in prima squadra, 26 nella seconda. La Triestina riesce sempre a mantenere la categoria, anche se nella terza stagione, (Serie A 1942-43), è costretta a degli spareggi salvezza con Venezia e Bari.
Dal 1943 l'avvicinarsi della guerra ha pesanti ripercussioni anche sul mondo del calcio tanto che i campionati vengono limitati alle realtà territoriali, Striuli rimane alla Triestina disputando il cosiddetto Campionato Alta Italia. Il Torneo viene anche ricordato dai triestini per la gara della fase interregionale contro il Venezia dell'11 giugno 1944 che vide le due squadre scendere in campo nonostante il giorno prima la città di Trieste fosse stata colpita duramente da un bombardamento che causò decine di morti. Tra i giocatori che scesero in campo anche Guerrino Striuli.
Inevitabilmente l'attività calcistica viene poi sospesa. Alla ripresa dopo il conflitto Trieste vive una situazione complicata essendo la città occupata dagli alleati e con dei vicini jugoslavi che avanzavano pretese territoriali. In quel primo campionato nazionale diviso in due grandi raggruppamenti la Triestina partecipa al girone Alta Italia. Grandi le difficoltà logistiche nel giocare a Trieste tanto che Striuli gioca solamente 3 delle 26 gare disputate dalla Triestina. Decisamente meglio nella stagione successiva quando gli alabardati allenati da Mario Varglien si iscrivono al nuovo campionato di Serie A a girone unico  nel quale Striuli disputerà 36 incontri su 38. Ma la guerra ha lasciato grossi problemi in capo alla società triestina tanto che inizialmente non aveva nemmeno il permesso delle autorità locali alleate di giocare le gare a Trieste. Così tra le svariate problematiche che quel campionato nazionale comportava, Striuli e compagni molte delle gare interne le giocarono a Udine. Al termine della stagione la Triestina arrivò ultima in classifica, ma riuscì ad ottenere dalla Federazione di essere riammessa alla serie A per l’ostracismo politico subito durante il campionato appena concluso.
Nel successivo campionato di Serie A 1947-48 Striuli venne confermato in quella che sarà una nuova rifondazione con la direzione tecnica affidata a Nereo Rocco che iniziò così la carriera di allenatore nella sua Trieste instaurando tra l’altro un'amicizia con Striuli che durò tutta la vita. E proprio in quell'annata in cui la Triestina venne inserita in sovrannumero, gli alabardati ottennero il miglior risultato di sempre nella massima serie arrivando secondi alla pari di Milan e Juventus, anche se lontanissimi dal Grande Torino che si aggiudicò il titolo. In porta Striuli giocò tutte le 40 gare in programma, contribuendo in modo sostanziale con le sue parate alla lunga imbattibilità alabardata di quindici gare. La sua militanza con la Triestina si concluse la stagione successiva, 1948-49, la sua ultima gara è del 5 giugno 1949 che vide la Triestina sconfitta in casa dal Modena per 1-2. Una carriera lunga otto annate, che vide Striuli difendere la porta della Triestina 189 volte in campionato e 2 volte in Coppa Italia.
Striuli chiuderà poi la sua carriera agonistica giocando in Serie B nell'Arsenal Taranto e in Serie C nella Nocerina dove ricoprirà il doppio ruolo di giocatore-allenatore. L'anno seguente tornerà al San Donà allenandolo nel campionato di Serie C 1951-1952, sarà l'inizio di una carriera da allenatore che seppur solo a livello locale vide Striuli rimanere per diversi anni ancora nel mondo del calcio.

## Statistiche

### Presenze e reti nei club
| Stagione               | Squadra                | Campionato             | Campionato | Campionato | Coppa Italia | Coppa Italia | Coppa Italia | Coppe europee | Coppe europee | Coppe europee | Altre coppe | Altre coppe | Altre coppe | Totale | Totale |
| Stagione               | Squadra                | Comp                   | Pres       | Reti       | Comp         | Pres         | Reti         | Comp          | Pres          | Reti          | Comp        | Pres        | Reti        | Pres   | Reti   |
| ---------------------- | ---------------------- | ---------------------- | ---------- | ---------- | ------------ | ------------ | ------------ | ------------- | ------------- | ------------- | ----------- | ----------- | ----------- | ------ | ------ |
| 1939-1940              | Sandonà 1922           | C                      | 26         | ?          | -            | -            | -            | -             | -             | -             | -           | -           | -           | 26     | ?      |
| Totale San Donà        | Totale San Donà        | Totale San Donà        | 26         | ?          |              | -            | -            |               | -             | -             |             | -           | -           | 26     | ?      |
| 1940-1941              | Triestina              | A                      | 21         | ?          | -            | -            | -            | -             | -             | -             | -           | -           | -           | 21     | ?      |
| 1941-1942              | Triestina              | A                      | 26         | ?          | -            | -            | -            | -             | -             | -             | -           | -           | -           | 26     | ?      |
| 1942-1943              | Triestina              | A                      | 23         | ?          | A            | 2            | -            | -             | -             | -             | -           | -           | -           | 25     | ?      |
| 1943-1944              | Triestina              | A                      | 17         | ?          | -            | -            | -            | -             | -             | -             | -           | -           | -           | 17     | ?      |
| 1945-1946              | Triestina              | A                      | 3          | ?          | -            | -            | -            | -             | -             | -             | -           | -           | -           | 3      | ?      |
| 1946-1947              | Triestina              | A                      | 36         | ?          | -            | -            | -            | -             | -             | -             | -           | -           | -           | 36     | ?      |
| 1947-1948              | Triestina              | A                      | 40         | ?          | -            | -            | -            | -             | -             | -             | -           | -           | -           | 40     | ?      |
| 1948-1949              | Triestina              | A                      | 23         | ?          | -            | -            | -            | -             | -             | -             | -           | -           | -           | 23     | ?      |
| Totale Triestina       | Totale Triestina       | Totale Triestina       | 189        | ?          |              | -            | -            |               | -             | -             |             | -           | -           | 191    | ?      |
| 1949-1950              | Arsenaltaranto         | B                      | 14         | ?          | -            | -            | -            | -             | -             | -             | -           | -           | -           | 14     | ?      |
| Totale Arsenal Taranto | Totale Arsenal Taranto | Totale Arsenal Taranto | 14         | ?          |              | -            | -            |               | -             | -             |             | -           | -           | 17     | ?      |
| 1950-1951              | Nocerina               | C                      | 9          | ?          | -            | -            | -            | -             | -             | -             | -           | -           | -           | 9      | ?      |
| Totale                 | Totale                 | Totale                 | 228        | ?          |              | 2            | -            |               | -             | -             |             | -           | -           | 230    | ?      |